# Clover
Clover (クローバー Kurōbā?) es un manga de las autoras CLAMP, del que existen 4 tomos y un pequeño videoclip de 7 minutos de duración. El eje argumental es la letra de una canción y poema. La historía ocurre en un futuro distópico donde el gobierno controla a los "Clovers" (o "Tréboles"), unos jóvenes con poderes especiales.

## Argumento
La historia se desarrolla en un futuro distópico donde algunas personas nacen con poderes mágicos que les permiten controlar la tecnología y con ello, por ejemplo, pueden teleportarse o hacer aparecer armas. A la gente que nace con estos poderes se las marca con un tatuaje de una flor de trébol, indicando su nivel de poder con el número de hojas del trébol. Un consejo de ancianos llamado "Trébol de 5 hojas", es quien dirige el país. El consejo está formado por 5 tréboles de una hoja, que se protegen de quien pueda superarles en poder.
Sū nació como la única trébol de cuatro hojas y si se aliara con algún otro trébol igualaría o superaría al consejo, es por ello que estos la encerraron en una gran jaula en la que solo tiene contacto con autómatas. Al principio de la historia conocemos que el consejo ha aceptado la petición de Suu de visitar el Parque de las Hadas y por ello piden a Kazuhiko, un militar retirado, que la lleve. Él pedirá ayuda de Gingetsu, un amigo y excompañero del ejército y Lan, un trébol de tres hojas. En el parque Suu encuentra una estatua que ella asocia a Oruha, cantante y exnovia de Kazuhiko, quien empieza a plantearse la casualidad de los acontecimientos. Oruha era una trébol de una hoja quien junto a Suu compuso la canción titulada Clover, que Suu escucha continuamente. Mediante flashbacks vamos viendo como los personajes estaban relacionados aún sin conocerse entre ellos.

## Personajes
Sū (スウ?)
Es la protagonista de la historia, un trébol de 4 hojas, que ha crecido aislada del mundo, encerrada por el consejo de ancianos. El consejo acepta su deseo de visitar el parque de atracciones abandonado conocido como "Parque de las Hadas", donde ella cree que conseguirá su felicidad. Durante el viaje se enamora de Kazuhiko, por lo que el consejo decide poner fin a la vida del soldado. Sin embargo, en el último momento, Ran salva a los que estaban en el Parque excepto Suu, quien se queda allí y provoca una gran explosión que destruye el parque con ella dentro.
Kazuhiko F. Ryū (琉・F・和彦 Ryū F. Kazuhiko?)
Es un exsoldado de la división secreta al que la general Kou le encarga la misión de llevar Suu el Parque de las Hadas. Kou le tatúa una hoja en la mano, diciéndole que cuando termine la misión esta se borrará. Kazuhiko consigue llevar a cabo su misión gracias a unos amigos, Gingetsu y Ran, los que le ayudan a escapar varias veces del ejército del país vecino. Kazuhiko fue la pareja de Oruha.
Oruha (織葉 Oruha?)
Es una cantante que actúa por la noches en un club nocturno que se encuentra dentro del Parque de las Hadas. Suu, que puede leer las ondas de radio sin ningún esfuerzo se convierte en su fan y una noche la llama, desde entonces se hacen amigas aunque solo pueden hablar por teléfono. Oruha y Suu componen juntas la canción de amor y búsqueda de la felicidad que se repite durante todo el manga y que Oruha canta en el club, especialmente a su pareja, Kazuhiko. Oruha es un trébol de una hoja, su poder consistente en saber el día exacto de su muerte.
Gingetsu (銀月?)
Teniente coronel del ejército y amigo de Kazuhiko. Le asignan la misión de buscar a un niño, trébol de 3 hojas, que ha escapado del centro de investigación del gobierno. Cuando encuentra al fugitivo, este está herido y lo lleva a su casa hasta que el gobierno venga a buscarlo, pero el niño se niega a volver al centro y quiere quedarse con Gingetsu. Al ser Gingetsu un trébol de dos hojas y juntos sumarían cinco hojas igualando al consejo, Gingetsu se hace implantar una bomba en la cabeza poniendo el detonador en manos del gobierno para que puedan vivir juntos.
Ran / C
C, junto a sus hermanos A y B, son unos trillizos cada uno con un poder de tres hojas de trébol. El gobierno los tiene encerrados en un centro de investigación, donde experimentan con ellos. A es emocionalmente inestable y muy celoso. A siente celos de B y cree que C quiere más a B que a él y mata a B para que C tenga que querele a él. C decide escapar del centro de investigación y es encontrado por Gingetsu, con quien decide quedarse a vivir. Gingetsu le dice que puede elegir el nombre que quiera y decide llamarse Ran. Al no seguir con los tratamientos del centro de investigación, Ran sufre un envejecimiento acelerado, por lo que en el tomo 4 se puede ver que es un niño y en el tomo 1 ya se ve como un adolescente.

## Canción
La canción Clover se repite durante el manga, formando parte de su argumento. También puede escucharse de fondo en el OVA. 
Letra de la canción:
| Quiero ser feliz, ansío la felicidad. Para hacerte feliz, para ser tu felicidad. Por eso llévame llévame muy lejos a cualquier otro lugar llévame contigo magia que perdura beso sin fin sueño irrompible dicha imperecedera llévame contigo quiero ser feliz. Pájaros que entonan una canción en un idioma desconocido y pese a sus alas no logran alcanzar el cielo. | Un lugar donde nunca estar solo. Por eso llévame a cualquier otro lugar. Alas mojadas, dedos entrelazados, carne fundida, mentes unidas llévame quiero ser feliz. No es tu pasado lo que busco si no tu presente, traer a nosotros un futuro incierto llévame contigo quiero ser feliz. |

## Media

### Manga
El manga está concebido como una historia en cuatro partes. Los dos primeros tomos del manga componen la primera parte donde se desarrollan los acontecimientos de la historia. Los dos últimos tomos serían las partes dos y tres respectivamente donde se profundiza en las relaciones de los personajes mediante flashbacks. Según la guionista Nanase Ohkawa, harían falta dos tomos más para completar la cuarta parte.

#### Lista de volúmenes
| 01 | 6 de junio de 1997 - ISBN 4-06-340001-8   | 05 de 2002 - ISBN 9788495941053 | 13 de diciembre de 2004 |
| 02 | 22 de agosto de 1997 - ISBN 4-06-340002-8 | 06 de 2002 - ISBN 9788495941107 | 16 de enero de 2005     |
| 03 | 13 de mayo de 1998 - ISBN 4-06-340018-2   | 07 de 2002 - ISBN 9788495941190 | 13 de febrero de 2005   |
| 04 | 9 de agosto de 1999 - ISBN 4-06-340034-4  | 11 de 2002 - ISBN 9788495941268 | 13 de marzo de 2005     |

### OVA
El OVA correspondiente a esta obra, es un corto videoclip donde se escucha la canción “CLOVER” de fondo, y una voz en off narra la base del argumento de la historia en forma metafórica. Representa los primeros dos tomos con escenas resumidas. Esta animación fue dirigida por Kitarō Kōsaka y producida por el estudio Madhouse. Contó con las voces de Maaya Sakamoto como Suu y Kishō Taniyama como Lan, con narración de Sumie Ozawa.

## Crossovers

### Tsubasa: RESERVoir CHRoNiCLE
En Tsubasa: RESERVoir CHRoNiCLE, aparecen varias alusiones a Clover:
- En el país de Outo, el bar donde los chicos buscan información se llama "Clover", y el letrero tiene la misma forma del tatuaje que lleva Suu. Además, en el bar canta Oruha. Cuando los protagonistas de Tsubasa salen del país de Outo van a parar a Edon, más concretamente en un lugar llamado "Parque de las Hadas", idéntico al de Clover, con la única diferencia de que donde estaba la estatua hay en muñeco de Piffle Princess, tienda muy popular en Angelic Layer. Además, Oruha es una de las directoras del Parque junto a Chitose, de Chobits.
- Oruha aparece en las carreras del país de Piffle, y otros episodios en la versión animada de Tsubasa. Finalmente, en el país de Infinity aparece uno de los guardias de la jaula de Suu, el conejo, como árbitro de las batallas. El lugar donde Eagle invita a Sakura es la jaula de la Suu, con los pájaros mecánicos.

### xxxHolic
- En el tomo 14 de xxxHOLiC, aparece el pájaro mecánico que Kazuhiko quería regalar a Oruha el día de su cumpleaños